# Яцишин Роман Іванович

Роман Іванович Яцишин народився 25 травня 1970, Івано-Франківськ) — український лікар-терапевт, ревматолог, доктор медичних наук, професор, Заслужений лікар України. Ректор Івано-Франківського національного медичного університету з квітня 2024 року.

## Біографія
У 1987 році закінчив з відзнакою середню школу №4. У 1986–1987 роках працював санітаром у дитячому офтальмологічному відділенні Івано-Франківської обласної лікарні.
У 1987–1993 роках навчався на лікувальному факультеті Івано-Франківського державного медичного інституту (нині ІФНМУ), який закінчив з відзнакою. 
У 1993 році розпочав трудову діяльність як старший лаборант та магістрант кафедри факультетської терапії.
У квітні 1995 року захистив кандидатську дисертацію на тему: «Клініко-біохімічні та імунологічні особливості перебігу ревматоїдного артриту в процесі лікування».
У 1995–2000 роках працював асистентом, а в 2000–2004 роках — доцентом кафедри факультетської терапії. 
У 2002 році отримав вчене звання доцента. У 2003 році захистив докторську дисертацію: «Клініко-патогенетична характеристика системної склеродермії та особливості її лікування».
У 2005 році отримав вчене звання професора.
У 2012–2018 роках очолював кафедру внутрішньої медицини №1, клінічної імунології та алергології імені акад. Є.М. Нейка. З 2018 року — професор цієї ж кафедри.

## Адміністративна діяльність
- 1998–2003 — заступник декана лікувального факультету ІФДМІ.
- 2005–2012 — заступник декана фармацевтичного факультету з заочної освіти.
- 2012–2023 — декан медичного факультету ІФНМУ.
- З квітня 2024 — ректор Івано-Франківського національного медичного університету.

## Наукова діяльність
Автор понад 550 наукових праць, включаючи статті у міжнародних журналах, 5 раціоналізаторських пропозицій та 4 авторські свідоцтва.

### Основні наукові інтереси
- Ревматоїдний артрит: патогенез, клінічні прояви, методи терапії;
- Остеоартроз у пацієнтів із супутнім ожирінням;
- Системна склеродермія: імунологічні аспекти;
- Подагричний артрит: метаболічні порушення;
- Артеріальна гіпертензія: механізми, перебіг, лікування.

Профіль у ORCID: 0000-0003-1262-5609

## Громадська діяльність
- Віце-президент Всеукраїнської асоціації ревматологів України.
- Член експертних груп з розробки клінічних настанов з ревматології.
- Член Наукового товариства ім. Шевченка.
- Член міжнародних організацій:
  - EULAR — Європейська ліга проти ревматизму;
  - IOF — Міжнародна організація з дослідження остеопорозу.

## Відзнаки
- 1998 — почесне звання «Заслужений лікар України».
- 2017 — медаль імені М.Д. Стражеска (Національна академія медичних наук України).
- 2020 — медаль «За заслуги перед Прикарпаттям» (від Івано-Франківської ОДА та обласної ради).